# Luis Radiche
Luis Radiche – piłkarz urugwajski, bramkarz.
Jako piłkarz klubu River Plate Montevideo wziął udział w turnieju Copa América 1953, gdzie Urugwaj zajął trzecie miejsce. Radiche zagrał we wszystkich sześciu meczach - z Boliwią, Chile (stracił 3 bramki), Paragwajem (stracił bramkę, po czym w 32 minucie zmienił go Pedro Rodríguez), Brazylią (stracił bramkę), Ekwadorem i Peru.
Radiche grał później w klubie Defensor Sporting. Od 30 marca 1952 roku do 28 marca 1953 roku rozegrał w reprezentacji Urugwaju 7 meczów i stracił 7 bramek.